# Irena Pawełczyk
Irena Pawełczyk, née le 9 mars 1934 à Katowice, est une lugeuse polonaise.

## Palmarès
- Jeux olympiques
  - 4e en individuel en 1964, à Innsbruck (Autriche)
- Championnats du monde
  - 10e en individuel en 1958, à Krynica-Zdrój (Pologne)
  - Abandon en 1961, à Girenbad (Suisse)
  - 7e en individuel en 1962, à Krynica-Zdrój (Pologne)
  - 11e en individuel en 1963, à Imst (Autriche)
  - 13e en individuel en 1965, à Davos (Suisse)
- Championnats d'Europe
  -  Médaille d'or en luge individuel en 1962 à Weißenbach bei Liezen